# Consciência planetária
Consciência planetária é um movimento social que propõe mudar a relação de dominação do ser humano sobre a natureza e criar um modo de produção e de consumo respeitoso com o meio ambiente. Como todo movimento social, também este aglutina um conjunto de ideias, valores e projetos, dos quais, como observa o sociólogo Pedro de Assis Ribeiro de Oliveira (2009), a Carta da Terra é a melhor expressão.
Leonardo Boff (2009) apresenta que a Carta da Terra pressupõe uma consciência planetária como um dado indiscutível, pois se estruturam nos seguintes eixos: respeito à comunidade de vida; integridade ecológica; justiça social e econômica; democracia, não-violência e paz. A consciência planetária e a Carta da Terra visam a construção de uma sociedade global mais justa, sustentável e pacífica, levando em conta que existe uma interdependência entre os seres vivos cuja responsabilidade pelo planeta deve ser compartilhada por todos os seres humanos.

## Consciência planetária e meio ambiente
A consciência planetária ocorre através da percepção das complexas relações entre cada ser vivo e o meio ambiente, que não há indivíduos isolados e que toda vida depende de múltiplas relações. Desde meados do século XX essa consciência vem ampliando o seu raio de abrangência. Já não é apenas o meio ambiente imediato (cidade, região ou país) que conta, mas o meio ambiente mais amplo (planeta).
Pode-se falar de consciência planetária para tratar a relação entre a humanidade – gênero humano com seus diferentes povos e culturas – e o seu meio ambiente, ou, em termos mais precisos, o macroorganismo vivo que James Lovelock chama de Gaia.
A consciência planetária implica numa consciência ecológica, de responsabilidade diante da vida no planeta, mas vai muito além desta, porque no limite ela representa o ser humano como um componente do sistema de vida do planeta. O ser humano que vive e se relaciona com o planeta pensa e fala e de diferentes modos expressa sua consciência – que justamente por isso distingue-se dos demais componentes do planeta – mas nem por isso pode arrogar-se no direito de impor sua vontade sobre os demais. Para o ser humano, o meio ambiente deve ser entendido como o espaço físico e biológico mediado pela cultura, ou seja, um espaço que também é sociocultural.

## Fenômeno recente e um novo paradigma
Leonardo Boff observa que a consciência planetária é o efeito do processo histórico-social da humanidade que se descobre como espécie que ocupa a única Casa Comum, o planeta Terra. Dá-se conta de que entre Terra e Humanidade não há separação. Possuem a mesma origem e o mesmo destino. Daí nasce o sentimento de pertença e de responsabilidade pela sua preservação, de resgate de sua integridade ameaçada. Pedro Ribeiro (2009) aponta que a consciência planetária é um fenômeno recente. Começa a ganhar forma no final de século XX. Este tipo de consciência é algo novo e diferente no campo do pensamento, da cultura, da ciência e dos valores, o que aponta para um novo paradigma da civilização ocidental. O paradigma vigente – o cartesiano – confere ao ser humano o domínio total sobre toda a natureza. A consciência planetária propõe uma relação de igualdade entre os humanos e a totalidade de componentes do planeta Terra, e visa repensar a relação entre o ser humano e a natureza, e para isso se torna necessário ir além da ciência produzida pelo Ocidente, sem, contudo, menosprezá-la.
A ciência moderna levou o desenvolvimento da técnica para o controle do mundo.  Atualmente há em curso uma reflexão sobre a técnica como mediadora das relações entre o ser humano e a natureza, que por milênios tem sido uma relação tensa e prenhe de ameaças de morte para os humanos. Agora, porém, a relação se inverteu quem está ameaçado de morte é a natureza e com ela os seres humanos. O progresso tecnológico aliado ao consumo excessivo de recursos naturais mostrou-se nos últimos tempos uma ameaça para o equilíbrio da Terra. A hipótese de emersão de um novo paradigma da consciência planetária tende a afetar toda a ciência do século XXI e a relação entre os seres humanos e o meio ambiente. 
Na perspectiva da consciência planetária exige-se um novo ensaio civilizatório. Os defensores desta concepção de consciência apontam que a Terra e a natureza foram feitas meros objetos de uso e de exploração a ponto de colocarem em risco as condições de vida no planeta.